# Olga Kapránova
Olga Serguéyevna Kapránova (ruso: Ольга Сергеевна Капранова; n. 6 de diciembre de 1987; Moscú, Unión Soviética), es una ex gimnasta rusa que se desempeñó en la disciplina de gimnasia rítmica. Su mayor éxito fue el título de campeona del mundo en el concurso general en Bakú 2005. Además logró numerosas medallas en finales por aparatos y por equipos en campeonatos mundiales y europeos; medalla de oro en la Copa del Mundo del 2007 y dos veces campeona absoluta en el Grand Prix (2008 y 2007).

## Trayectoria
Kapránova se inició en el deporte de la gimnasia rítmica en 1993 bajo la entrenadora Yelena Nefedova. En 2002 empezó a entrenar con Irina Víner, quien ha entrenado a otras estrellas del deporte, incluyendo Yana Batyrchina o Alina Kabáyeva.
Kapránova comenzó a competir a nivel internacional en 2003. Terminó cuarta en el concurso general de la prueba de la Vitry Cup, puntuable para la Copa del Mundo, en Zaragoza y ganó una medalla de oro por equipos en el campeonato del mundo en Budapest.
El 2004 fue un buen año para Kapránova pero no fue capaz de estar en los Juegos Olímpicos, pues los dos lugares de Rusia fueron para Irina Cháshchina y Alina Kabáyeva. Después del retiro de Kabáyeva, Olga se convirtió en una de las mejores gimnastas de Rusia.
En 2005, en el campeonato de Europa celebrado en Moscú, obtuvo medallas de oro en la final de pelota y otra de oro por equipos, además de dos de plata en las finales de mazas y de cuerda. Ese mismo año ganó el título del concurso general individual en el Campeonato Mundial de Gimnasia rítmica celebrado en Bakú, Azerbaiyán. Además obtuvo medallas de oro en las finales de cuerda, pelota y mazas y otra medalla de oro por equipos, mientras en cinta terminó cuarta. 
En 2006, Kapránova ganó una medalla de plata en el concurso general en la final del Grand Prix de 2006 y otra medalla de plata en mazas en la final de la Copa del Mundo en Mie.
En 2007 participó en el campeonato de Europa celebrado en Bakú, donde obtuvo una medalla de oro en aro, otra de plata en mazas y otra de bronce en cuerda. Ese mismo año se llevó la medalla de bronce en el concurso completo en el Campeonato Mundial 2007 tras su compañera de equipo Vera Sessina, además de dos medallas de oro en las finales de aro y de mazas y otra de plata en la de cuerda. En la Universiada de Verano 2007 ganó la medalla de plata en el concurso general detrás de Anna Bessonova.
También obtuvo varias medallas en la serie de la Copa del Mundo en 2007 y 2008, ganó la final del Grand Prix en 2007 y 2008.
En la temporada olímpica 2008, Kapránova ganó la medalla de bronce en el concurso general en el Campeonato Europeo 2008 de Turín detrás de Anna Bessonova, que fue medalla de plata y de su compañera Evgenia Kanaeva, que logró la medalla de oro. Fue seleccionada para competir en los Juegos Olímpicos de Verano de 2008 después de vencer a Vera Sessina para tomar el segundo lugar en el equipo ruso, junto con Evgenia Kanaeva. Se clasificó en segundo lugar en las calificaciones y terminó cuarta en la final individual. 
En 2009, Kapránova compitió en el campeonato de Europa que también se celebró en Bakú, donde solo pudo ser cuarta en la final de pelota. Ese mismo año, en el Campeonato Mundial 2009 en Mie, Japón, ganó la medalla de oro por equipos con Evgenia Kanaeva, Daria Kondakova y Daria Dmitrieva. Se retiró de la competición al final de la temporada 2009.